# エリザベス・ボーガッシュ
エリザベス・ボーガッシュ（Elizabeth Bogush, 1977年9月24日 - ）は、アメリカ合衆国出身の女優である。

## 出演作品

### テレビ
- グレイズ・アナトミー7
- ビッグバン★セオリー ギークなボクらの恋愛法則
- ホームタウン 〜僕らの再会〜（アリソン）
- ママと恋に落ちるまで
- Scrubs〜恋のお騒がせ病棟
- タイタンズ 欲望のラプソディ
- メンタリスト
- THE Blacklist/ブラックリスト

### オリジナルビデオ
- ビリーバーズ

### Web
- GEMINI DIVISION ジェミナイ・ディビジョン